# Pregled:Kemija
Kemija je znanost o atomskoj materiji (materiji koja se sastoji od kemijskih elemenata), posebno o njenim kemijskim reakcijama, ali također uključuje i njezina svojstva, strukturu, sastav, ponašanje i promjene koje se odnose na kemijske reakcije. Kemija se središnje bavi atomima i njihovim međudjelovanjima s drugim atomima, a posebno svojstvima kemijskih veza.

## Sažetak kemije
Kemija se može opisati kao sve od sljedećeg:
- Akademska disciplina – s akademskim odjelima, nastavnim planom i programom i stupnjevima; nacionalna i međunarodna društva; i specijalizirani časopisi.
- Znanstveno polje (grana znanosti) – široko priznata kategorija specijalizirane ekspertize unutar znanosti, i obično utjelovljuje vlastitu terminologiju i nomenklaturu. Takvo će područje obično predstavljati jedan ili više znanstvenih časopisa u kojima se objavljuju recenzirana istraživanja. Postoji mnogo znanstvenih časopisa, koji se bave kemijom.
- Prirodna znanost – ona koja nastoji razjasniti pravila, koja upravljaju prirodnim svijetom korištenjem empirijskih i znanstvenih metoda.
- Fizička znanost – ona koja proučava nežive sustave.
- Biološka znanost – ona koja proučava ulogu kemikalija i kemijskih procesa u živim organizmima.

## Grane kemije
Fizikalna kemija – proučavanje fizikalnih i fundamentalnih osnova kemijskih sustava i procesa. Posebno su fizikalne kemičare od interesa za energiju i dinamiku takvih sustava i procesa. Važna područja proučavanja uključuju kemijsku termodinamiku, kemijsku kinetiku, elektrokemiju, statističku mehaniku, spektroskopiju i odnedavno astrokemiju. Fizikalna kemija ima veliko preklapanje s molekularnom fizikom. Fizikalna kemija uključuje korištenje infinitezimalnog računa u izvođenju jednadžbi. Obično se povezuje s kvantnom kemijom i teoretskom kemijom. Fizička kemija je disciplina koja se razlikuje od kemijske fizike, ali opet, postoji vrlo snažno preklapanje.
- Kemijska kinetika – proučavanje brzina kemijskih procesa.
- Kemijska fizika – istražuje fizikalno-kemijske fenomene koristeći tehnike iz atomske i molekularne fizike i fizike kondenzirane tvari; to je grana fizike koja proučava kemijske procese.
- Elektrokemija – grana kemije koja proučava kemijske reakcije koje se odvijaju u otopini na sučelju elektronskog vodiča (elektroda: metal ili poluvodič) i ionskog vodiča (elektrolit), a koje uključuju prijenos elektrona između elektrode i elektrolit ili vrsta u otopini.
- Femtokemija – područje fizikalne kemije koje proučava kemijske reakcije u iznimno kratkim vremenskim razmacima, otprilike 10−15 sekundi (jedna femtosekunda).
- Geokemija – kemijska studija mehanizama iza glavnih sustava koji se proučavaju u geologiji.
- Fotokemija – proučavanje kemijskih reakcija koje se odvijaju apsorpcijom svjetlosti od strane atoma ili molekula.
- Kvantna kemija – grana kemije čiji je primarni fokus primjena kvantne mehanike u fizikalnim modelima i eksperimentima kemijskih sustava.
- Kemija čvrstog stanja - proučavanje sinteze, strukture i svojstava materijala čvrste faze, posebno, ali ne nužno isključivo, nemolekularnih krutina.
- Spektroskopija – proučavanje interakcije između tvari i zračene energije.
- Stereokemija – proučavanje relativnog prostornog rasporeda atoma koji tvore strukturu molekula
- Termokemija – grana kemije koja proučava odnos između kemijskog djelovanja i količine apsorbirane ili proizvedene topline.
- Kalorimetrija – proučavanje promjena topline u fizičkim i kemijskim procesima.

Organska kemija – proučava strukturu, svojstva, sastav, mehanizme i reakcije organskih spojeva. Organski spoj je definiran kao svaki spoj koji se temelji na ugljikovom kosturu.
- Biokemija – proučavanje kemikalija, kemijskih reakcija i kemijskih interakcija koje se odvijaju u živim organizmima. Biokemija i organska kemija su blisko povezane, kao u medicinskoj kemiji ili neurokemiji. Biokemija je također povezana s molekularnom biologijom i genetikom.
- Neurokemija – proučavanje neurokemikalija; uključujući transmitere, peptide, proteine, lipide, šećere i nukleinske kiseline; njihove interakcije i uloge koje imaju u formiranju, održavanju i modificiranju živčanog sustava.
- Molekularna biokemija i genetski inženjering – područje biokemije i molekularne biologije koje proučava gene, njihovo nasljeđe i njihovu ekspresiju.
- Bioorganska kemija – spaja organsku kemiju i biokemiju prema biologiji.
- Biofizička kemija – je fizikalna znanost koja koristi koncepte fizike i fizikalne kemije za proučavanje bioloških sustava.
- Medicinska kemija – disciplina koja primjenjuje kemiju u medicinske svrhe ili svrhe povezane s lijekovima.
- Organometalna kemija – proučavanje je organometalnih spojeva, kemijskih spojeva koji sadrže najmanje jednu kemijsku vezu između atoma ugljika organske molekule i metala, uključujući alkalne, zemnoalkalne i prijelazne metale, a ponekad se proširuje na metaloide poput bora, silicija, i kositra.
- Fizikalna organska kemija – proučavanje međuodnosa između strukture i reaktivnosti u organskim molekulama.
- Kemija polimera – multidisciplinarna znanost koja se bavi kemijskom sintezom i kemijskim svojstvima polimera ili makromolekula.
- Klik kemija – "klik" kemija je klasa biokompatibilnih reakcija malih molekula koje se obično koriste u biokonjugaciji, dopuštajući spajanje supstrata po izboru sa specifičnim biomolekulama.

Anorganska kemija – proučavanje svojstava i reakcija anorganskih spojeva. Razlika između organskih i anorganskih disciplina nije apsolutna i postoji dosta preklapanja, što je najvažnije u poddisciplini organometalne kemije.
- Bioanorganska kemija – je područje koje ispituje ulogu metala u biologiji.
- Kemija klastera
- Kemija materijala – priprema, karakterizacija i razumijevanje tvari s korisnom funkcijom. Područje je nova širina studija u diplomskim programima i integrira elemente iz svih klasičnih područja kemije s fokusom na temeljna pitanja koja su jedinstvena za materijale. Primarni sustavi proučavanja uključuju kemiju kondenziranih faza (krutine, tekućine, polimeri) i sučelja između različitih faza.
- Nuklearna kemija – proučavanje kako se subatomske čestice spajaju i stvaraju jezgre. Moderna transmutacija velika je komponenta nuklearne kemije, a tablica nuklida važan je rezultat i alat za ovo područje.
- Analitička kemija – analiza uzoraka materijala radi razumijevanja njihovog kemijskog sastava i strukture. Analitička kemija uključuje standardizirane eksperimentalne metode u kemiji. Ove metode mogu se koristiti u svim poddisciplinama kemije, isključujući čisto teoretsku kemiju.

Ostale grane kemije:
- Astrokemija – proučavanje rasprostranjenosti i reakcija kemijskih elemenata i molekula u svemiru te njihove interakcije sa zračenjem.
- Kozmokemija – proučavanje kemijskog sastava materije u svemiru i procesa koji su doveli do tih sastava.
- Računalna kemija
- Kemija okoliša – proučavanje kemijskih i biokemijskih pojava koje se javljaju u različitim aspektima okoliša kao što su zrak, tlo i voda. Također proučava učinke ljudske aktivnosti na okoliš.
- Zelena kemija je filozofija kemijskog istraživanja i inženjerstva koja potiče dizajn proizvoda i procesa koji minimaliziraju upotrebu i stvaranje opasnih tvari.
- Supramolekularna kemija – odnosi se na domenu kemije izvan domene molekula i fokusira se na kemijske sustave sastavljene od diskretnog broja okupljenih molekularnih podjedinica ili komponenti.
- Teorijska kemija – proučavanje kemije putem temeljnog teorijskog zaključivanja (obično unutar matematike ili fizike). Konkretno, primjena kvantne mehanike na kemiju naziva se kvantna kemija. Od kraja Drugog svjetskog rata razvoj računala omogućio je sustavan razvoj računalne kemije, umijeća razvoja i primjene računalnih programa za rješavanje kemijskih problema. Teorijska kemija ima veliko preklapanje s (teoretskom i eksperimentalnom) fizikom kondenzirane tvari i molekularnom fizikom.
- Mokra kemija – je oblik analitičke kemije koji koristi klasične metode kao što je promatranje za analizu materijala obično u tekućoj fazi.
- Agrokemija – proučavanje i primjena kemije i biokemije za poljoprivrednu proizvodnju, preradu sirovih proizvoda u hranu i piće te praćenje i sanaciju okoliša.
- Atmosferska kemija – grana atmosferske znanosti koja proučava kemiju Zemljine atmosfere i atmosfere drugih planeta.
- Kemijsko inženjerstvo – grana inženjerstva koja primjenjuje fizičke znanosti (npr. kemiju i fiziku) i/ili znanosti o životu (npr. biologiju, mikrobiologiju i biokemiju) zajedno s matematikom i ekonomijom na procese koji pretvaraju sirovine ili kemikalije u korisnije ili vrjednije oblicima.
- Kemijska biologija – znanstvena disciplina koja obuhvaća polja kemije i biologije i uključuje primjenu kemijskih tehnika i alata, često spojeva proizvedenih sintetskom kemijom, za analizu i manipulaciju bioloških sustava.
- Kemoinformatika – korištenje računalnih i informacijskih tehnika primijenjeno na niz problema iz područja kemije.
- Kemija toka – proučavanje kemijskih reakcija u kontinuiranom toku, a ne kao stacionarne šarže, u industriji i opremi za makro obradu.
- Imunohistokemija – uključuje proces otkrivanja antigena (npr. proteina) u stanicama dijela tkiva iskorištavanjem principa antitijela koja se specifično vežu na antigene u biološkim tkivima.
- Imunokemija – je grana kemije koja uključuje proučavanje reakcija i komponenti na imunološki sustav.
- Kemijska oceanografija – proučavanje kemije oceana: ponašanje kemijskih elemenata unutar Zemljinih oceana.
- Znanost o materijalima – je interdisciplinarno područje koje istražuje odnos između strukture materijala na atomskim ili molekularnim razinama i njihovih makroskopskih svojstava.
- Matematička kemija – područje studija koje se bavi novim primjenama matematike u kemiji. Uglavnom se bavi matematičkim modeliranjem kemijskih pojava.
- Mehanokemija – sprega mehaničkih i kemijskih pojava na molekularnoj razini i može se promatrati kao sprega kemije i strojarstva.
- Molekularna biologija – proučavanje interakcija između različitih sustava stanice. Preklapa se s biokemijom.
- Molekularna mehanika – primjenjuje klasičnu mehaniku za modeliranje molekularnih sustava.
- Nanotehnologija – proučavanje i primjena materije na atomskoj i molekularnoj razini. Ovo široko polje u interakciji je s kemijom u takvim razmjerima.
- Petrokemija – proučava pretvorbu nafte i prirodnog plina u korisne proizvode ili sirovine.
- Farmakologija – grana medicine i biologije koja se bavi proučavanjem djelovanja lijekova uz kemijske učinke.
- Fitokemija – proučavanje fitokemikalija koje dolaze iz biljaka.
- Radiokemija – kemija radioaktivnih materijala.
- Sonokemija – proučavanje utjecaja zvučnih valova i svojstava valova na kemijske sustave.
- Sintetička kemija – proučavanje kemijske sinteze.
- Toksikologija – proučavanje štetnih učinaka kemijskih tvari na živi organizam i praksa dijagnosticiranja i liječenja izloženosti toksinima i toksikantima.

## Povijest kemije
- Povijest kemije
- Rani razvoj kemije
- Alkemija
- Flogistonska kemija
- Otkriće kemijskih elemenata
- Nobelova nagrada za kemiju

## Kemičari
- Amedeo Avogadro
- Elias James Corey
- Marie Curie
- John Dalton
- Humphry Davy
- George Eastman
- Michael Faraday
- Rosalind Franklin
- Eleuthère Irénée du Pont
- Dmitrij Mendeljejev
- Alfred Nobel
- Wilhelm Ostwald
- Louis Pasteur
- Linus Pauling
- Vladimir Prelog
- Joseph Priestley
- Lavoslav Ružička
- Robert Burns Woodward
- Karl Ziegler
- Ahmed Zewail